# Martin B-26 Marauder
Pour les articles homonymes, voir B26.
Le Martin B-26 Marauder est un bombardier moyen bimoteur américain conçu et développé à partir de 1939 par la Glenn L. Martin Company. Mis en service en 1941, il est utilisé pendant la Seconde Guerre mondiale sur le théâtre européen et dans la guerre du Pacifique. Jusqu'à la fin du conflit 5 288 exemplaires ont été construits.

## Historique

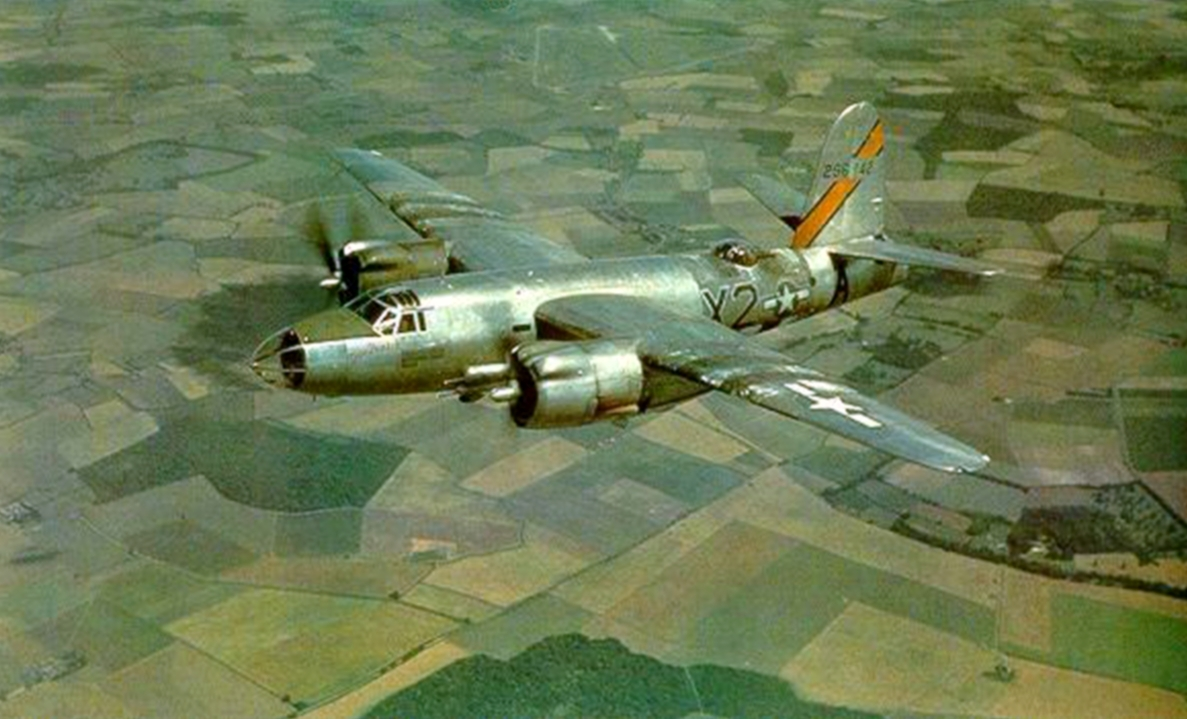
Un B-26 Marauder en vol

Le B-26 est conçu en vue de répondre à une spécification émise en 1939 par l'US Army Air Corps. Le cahier des charges Circular Proposal 39-640 demande un bombardier moyen propulsé par deux moteurs. Six mois plus tard, le Martin Model 179 apparait et au fur et à mesure des travaux, les militaires s'aperçoivent qu'il est le modèle ayant la plus grande avance technologique. Si bien qu'en septembre 1939, la pression de la guerre en Europe devenant de plus en plus importante, la firme Américaine Martin bénéficie d'un contrat portant sur 201 appareils avant même la construction du premier exemplaire. Cette démarche, sans précédent dans l'histoire de l'USAAC, dispense le constructeur de la mise au point de prototypes et d'appareils de présérie, de telle sorte que le premier B-26 de série effectue le vol initial le 25 novembre 1940. Il entre en service pour la première fois le 8 décembre 1941 soit un jour après l'attaque japonaise sur la base américaine de Pearl Harbor. Dans le Pacifique, il s'illustre pendant la bataille de Midway. Le Marauder est définitivement retiré du service en 1948 et la dénomination de B-26 passe au Douglas Invader.

## Caractéristiques de l'appareil
Les essais officiels montrent que le B-26 affiche des performances supérieures aux exigences du programme, mais au détriment des qualités de pilotage à basse vitesse. Le B-26A bénéficie alors de certaines améliorations jugées nécessaires, toutefois l'augmentation de la masse en charge qui en résulte entraîne des accidents de plus en plus nombreux (ces incidents lui valent le surnom de la part des pilotes de « Widow Maker » (faiseur de veuves). Une commission d'enquête est nommée en vue de déterminer s'il convient ou non d'interrompre la production. À la suite de cela, les spécialistes se prononcent pour des modifications destinées à accroître la tenue de vol à basse vitesse et pour une révision des techniques de pilotage, ce qui est obtenu à partir de la version « F » par augmentation de l'angle de calage de l'aile (angle d'incidence de l'aile plus élevé par rapport à la ligne de vol de l'appareil).
Baptisé par la suite Marauder, cet avion se présente comme un monoplan à aile haute cantilever au fuselage spacieux, de section circulaire, dans lequel prend place un équipage de cinq hommes (puis sept). Équipé d'un train d'atterrissage tricycle, l'appareil est propulsé par deux moteurs en étoile Pratt & Whitney R-2800-5 de 1 850 ch (1 380 kW) chacun. Poursuivant sa carrière, le Marauder enregistrera le taux de pertes le plus bas de tous les avions américains employés en Europe par la 9th USAAF.

## Engagements
Dès décembre 1941, l'appareil entre en service au sein de l'USAAF dans le Pacifique, c'est par ailleurs le premier bombardier moyen à être utilisé dans les campagnes du Pacifique. A noter que huit B-26 furent basés sur l'ile de Midway, à l'occasion de la bataille de Midway. Quatre d'entre eux y participèrent le 4 juin 1942 équipés de manière exceptionnelle d'une torpille. Deux furent abattus.
Puis, des B-26B et B-26C font leur apparition en Afrique du Nord avec l'opération Torch en novembre 1942 dans douze unités appartenant aux 17th, 319th et 320th Bombardment Groups de la 12th USAAF. Les B-26 sont donc utilisés lors des divers débarquements méditerranéens et fournissent un appui remarquable aux troupes alliées en Corse, en Italie, en Sardaigne, en Sicile et dans le sud de la France avec notamment l'opération Anvil Dragoon. Utilisé dans des missions tactiques, le Marauder prend une place de plus en plus importante dans la 9th USAAF.
Sa capacité de bombardement à basse altitude a contribué à la relative modestie des pertes américaines à Utah Beach lors du débarquement de Normandie.
L'appareil vole aussi sous d'autres cocardes qu'américaines. En vertu de la loi Prêt-Bail, la RAF reçoit 522 Marauder, qui volent dans quatre escadrons (14, 39, 326, 327) et 454 Marauder opèrent dans les escadrons 12, 21, 24, 25 et 30 de la South African Air Force qui évoluent aux côtés des B-26 de la 12th USAAF.
Enfin, après le débarquement allié en Afrique du Nord, plusieurs groupes de l'armée de l'Air française  sont réarmés avec cet appareil.
Après la guerre, lorsque le B-26 Marauder est retiré, la désignation B-26 est attribuée au Douglas Invader, initialement désigné comme « A-26 ». Il devient alors « Douglas B-26 Invader ».

## Les versions

### Les différents types d'appareils selon les dénominations américaines

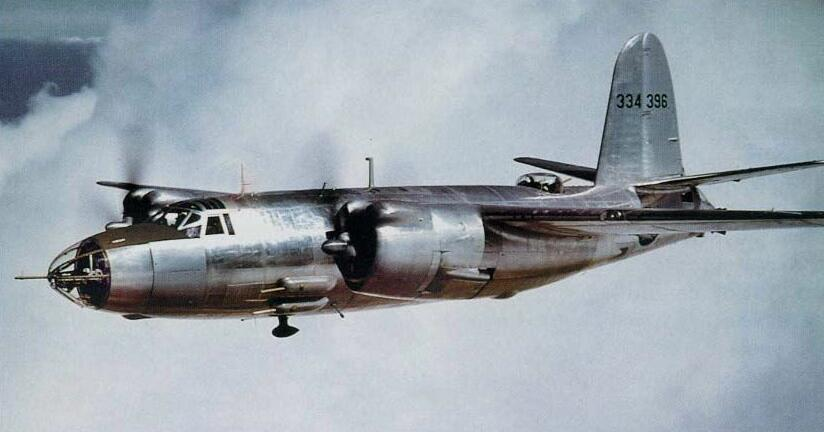
Un bombardier Martin B-26 en vol

- B-26 : première version de série (201 exemplaires construits).

- B-26A : identique au B-26, mais doté de moteurs R-2800-9 ou 39 de 1 850 HP (1 380 kW) et possédant une capacité en carburant accrue, 1 lance-torpilles externe, des circuits modifiés et un armement plus lourd (139 exemplaires construits).
- CB-26B : quelques B-26B transformés en avions de transport.
- B-26B : version améliorée, la plus répandue, équipée de moteurs R-2800- 43 de 1 900 HP (1 416 kW), d'un armement révisé et d'un blindage plus important ; à partir du 642e exemplaire, envergure plus longue de 1,83 m, dérive plus haute et armement renforcé (1 883 exemplaires construits).
- AT-23B (puis TB-26B) : 208 B-26B modifiés en 1943 en remorqueurs de cibles pour l'entraînement des mitrailleurs.
- B-26C : version de série, produite à Omaha (Nebraska), identique au B-26B mais avec des R-2800-43 (motorisation), 1 210 exemplaires construits.
- AT-23C (puis TB-26C) : 375 B-26C transformés en 1943 en remorqueurs de cibles pour l'entraînement des mitrailleurs.
- B-26F : version de série avec une incidence de voilure différente, destinée à améliorer la tenue de vol au décollage et dotée d'équipements différents (300 exemplaires construits).
- B-26G : version identique au B-26F, mais présentant des modifications de détail (893 exemplaires construits).
- TB-26G : dernière variante de série du B-26G, utilisée pour l'entraînement des équipages ou le remorquage de cibles (57 exemplaires construits, dont 47 cédés à l'US Navy sous la dénomination de JM-2).

- JM-1 : dénomination de 225 AT-23 transférés à l'US Navy.
- JM-1P : un petit nombre de JM-1 transformés pour la reconnaissance photographique.

### Dénomination du Marauder dans la RAF
- Marauder Mk I : dénomination des B-26A cédés à la RAF dans le cadre du Prêt-Bail.
- Marauder Mk IA : dénomination des B-26B cédés à la RAF dans le cadre du Prêt-Bail Marauder.
- Mk II : dénomination des B-26C cédés à la RAF dans le cadre du Prêt-Bail.
- Marauder Mk III : dénomination des B-26F cédés à la RAF dans le cadre du Prêt-Bail.

### Les appareils restés à l'état de prototypes pour des essais
- XB-26D : 1 exemplaire expérimental destiné à tester un système de dégivrage par air chaud du bord d'attaque des ailes et de l'empennage.
- XB-26E : 1 exemplaire expérimental plus léger, avec la tourelle supérieure placée plus en avant, à l'aplomb du bord de fuite des ailes.
- XB-26H : un exemplaire de B-26G transformé pour recevoir le train d'atterrissage monotrace prévu pour équiper les bombardiers B-47 et XB-48[1],[2].

## Exemplaires conservés
- B-26G-25-MA no 44-68219 au Musée d'Utah Beach[3].
- B-26G-10-MA no 43-34581 « Volnay » au musée national de l'USAF - Dayton, Ohio[3].
- B 26G n° 468219 Musée de l'Air et de l'Espace, Le Bourget.